# Scraptia argentina
Scraptia argentina es una especie de coleóptero de la familia Scraptiidae.

## Distribución geográfica
Habita en la India.